# Hesiodos
Hesiodos (Oudgrieks: Ἡσίοδος), of Hesiodus (Latijn), is na Homeros de oudst bekende Griekse dichter. Hij was de eerste die persoonlijke ontboezemingen deed in zijn werk, waarin de oraliteit nog doorklinkt. Hetgeen met enige zekerheid over zijn leven bekend is, komt uit zijn werken of is eruit afgeleid. Hesiodos leefde ongeveer in de periode 750-650 v.Chr.

## Leven
Alle informatie over Hesiodos' leven komt uit zijn eigen werken, en daarom kan er niks met zekerheid gezegd worden. Volgens zijn Werken en Dagen, was zijn vader  een koopman die uit behoeftigheid emigreerde van Cyme in Klein-Azië naar Askra in Boeotië. Als kind hoedde Hesiodos het vee in de bergweiden en bewerkte hij met zijn vader en zijn broer Perses een niet erg vruchtbare strook grond. Het landgoed was bescheiden, hoewel er landlieden en slaven in dienst waren. Volgens hem waren "de winters koud, de zomers ondraaglijk heet".Zijn dichterlijk gave heeft hij volgens de Theogonie te danken aan de Muzen, die hem die aan de voet van de Helikon inbliezen.
Na de dood van hun vader ontstond er twist onder de broers over de erfenis. Er kwam een rechtsgeding, en het was Hesiodos die aan het kortste eind trok, naar eigen zeggen door de corruptie van de plaatselijke machthebbers.
Het is onzeker hoeveel van wat Hesiodos over zichzelf vertelt autobiografisch is, en hoeveel verzonnen is. Sommigen zien de setting als een literaire creatie, zoals wel vaker kan voorkomen bij moraliserende teksten, maar er zijn evengoed argumenten tegen die theorie.

## Werken

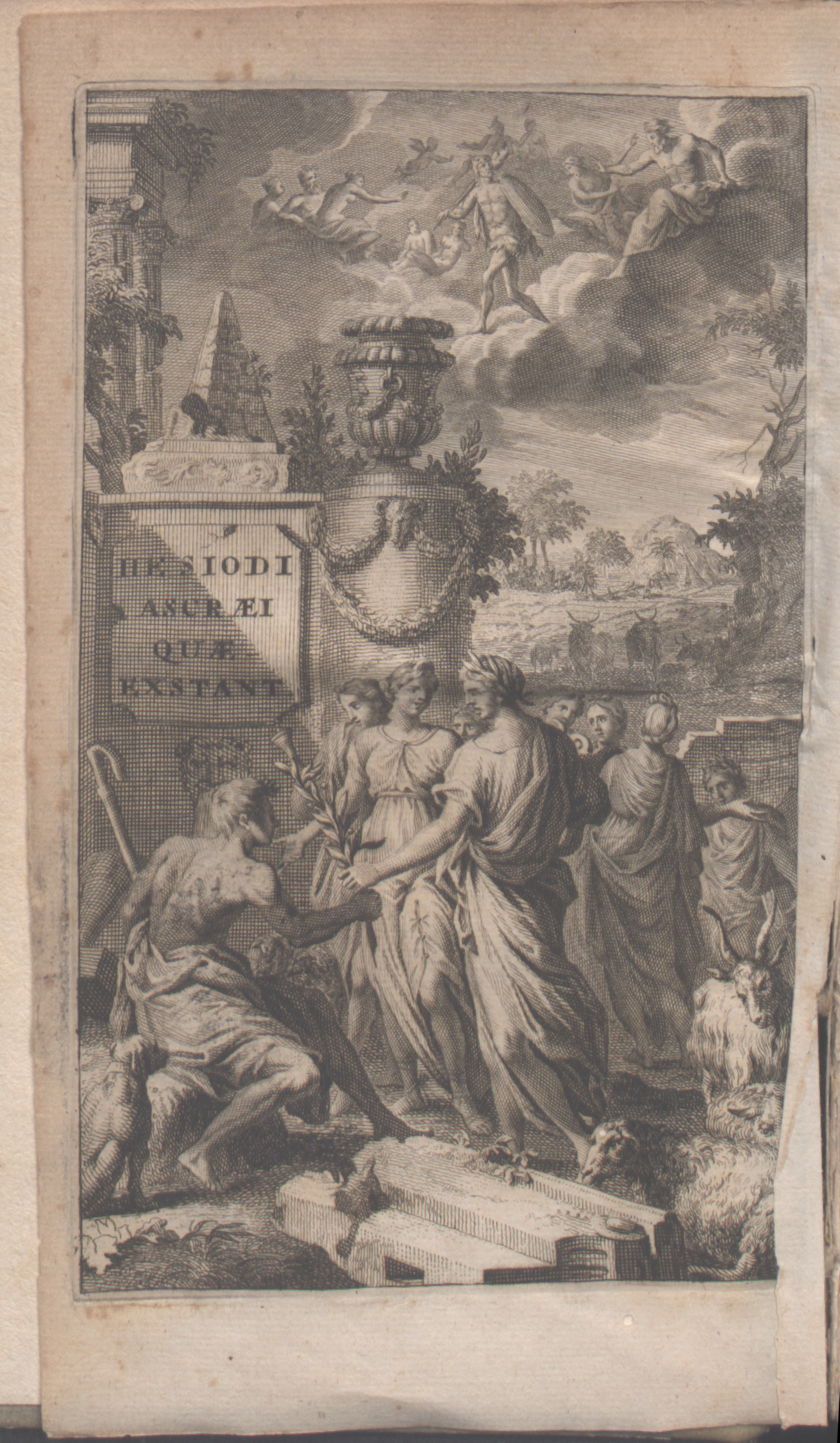
Hesiodi Ascraei quaecumque exstant, 1701

De twee belangrijkste werken van Hesiodos zijn de Theogonia ('Godenstamboom') en de Erga kai Hèmerai (Werken en Dagen), allebei geschreven in dactylische hexameters. Ook nog een paar andere gedichten, zoals de Catalogus van vrouwen en Het Schild van Herakles, zijn – waarschijnlijk ten onrechte – aan Hesiodos toegeschreven.

### Theogonia (Θεογονία)
De Theogonia (1022 verzen), in tegenstelling tot de wanordelijke godenwereld van Homeros, rangschikt de goden systematisch in genealogieën en komt dus tot een coherent wereldbeeld. Het werk begint met een aanroeping van de Muzen, zoals gewoonlijk in epische poëzie, en een lofrede op Zeus en de Muzen. In deze inleiding vertelt Hesiodos ook hoe de Muzen hem inspiratie hebben ingeblazen aan de voet van de Helikon.
Na de aanroeping begint Hesiodos met een kosmogonie, en het ontstaan van Chaos, Gaia, Tartaros en Eros.
Het werk focust voornamelijk op de genealogie van de Griekse goden: over de meesten wordt niet meer verteld dan hun ouders en kinderen.
Hesiodos ziet de evolutie in functie van de wisselende wereldheerschappij, eerst in handen van Ouranos, dan van Kronos en ten slotte van Zeus. Deze evolutie is op Zeus gericht: in hem wordt de grote wereldorde voltooid die voor alle tijden vastgelegd is. Zo zijn de levensvoorwaarden ontstaan waar de mens zich door moet worstelen: allerlei kwalen omringen hem, maar Zeus waakt over het recht, zij het met harde hand.

### Werken en Dagen (Ἔργα καὶ Ἡμέραι)
De harde boerenstiel is het thema van Werken en Dagen (829 verzen). Uitgangspunt is de ruzie tussen Hesiodos en zijn broer Perses. Het werk vertoont geen streng systematische structuur: veeleer gaat het om een reeks gedachtenassociaties. De gedachtegang volgt twee hoofdlijnen:
- een oproep tot Perses om hun twist te staken leidt tot beschouwingen over de hardheid van het leven (middels de mythes van Pandora en van de vijf Tijdperken van de Mens) en over de eerbiedwaardigheid van de door Zeus gestelde rechtsorde;
- een oproep tot diezelfde Perses om op een eerlijke wijze in zijn levensonderhoud te voorzien leidt tot een verheerlijking van gestage arbeid en van het landbouwersleven. Perses had zich immers op de scheepvaart toegelegd, die volgens Hesiodos een stiel voor geldlustige avonturiers was, in tegenstelling tot het harde, eerlijke landbouwersleven. Hij beschrijft de boerenkalender, doorspekt met algemene zedenspreuken en eindigt met een opsomming van gunstige en ongunstige dagen.

## Interpretatie
Hesiodos was een ernstig, wat somber man, maar vol vertrouwen in de eerlijke bedoelingen van de goden. Hij kan in zekere zin ook gezien worden als de eerste sociaal geëngageerde dichter. Met zijn leerdichten schreef hij eenvoudige landlieden enerzijds voor wat ze over de goden dienden te weten (in de Theogonia), en anderzijds welke morele principes en praktische leefregels ze moesten volgen (in de Werken en Dagen). In de alexandrijnse tijd werd het leerdicht weer populair en Hesiodos werd dan ook erg geherwaardeerd en nagevolgd (o.a. in het Latijn door P. Vergilius Maro in de Georgica).

## Stijl
Vormelijk zijn Hesiodos' werken epen, en zijn taal en stijl lijken zeer hard op die van Homeros. Zowel de Theogonia als Werken en Dagen zijn volledig in dactylische hexameters geschreven, en dezelfde Episch-Ionische kunsttaal wordt gehanteerd als in de Ilias en de Odyssee.

## Antieke afbeeldingen

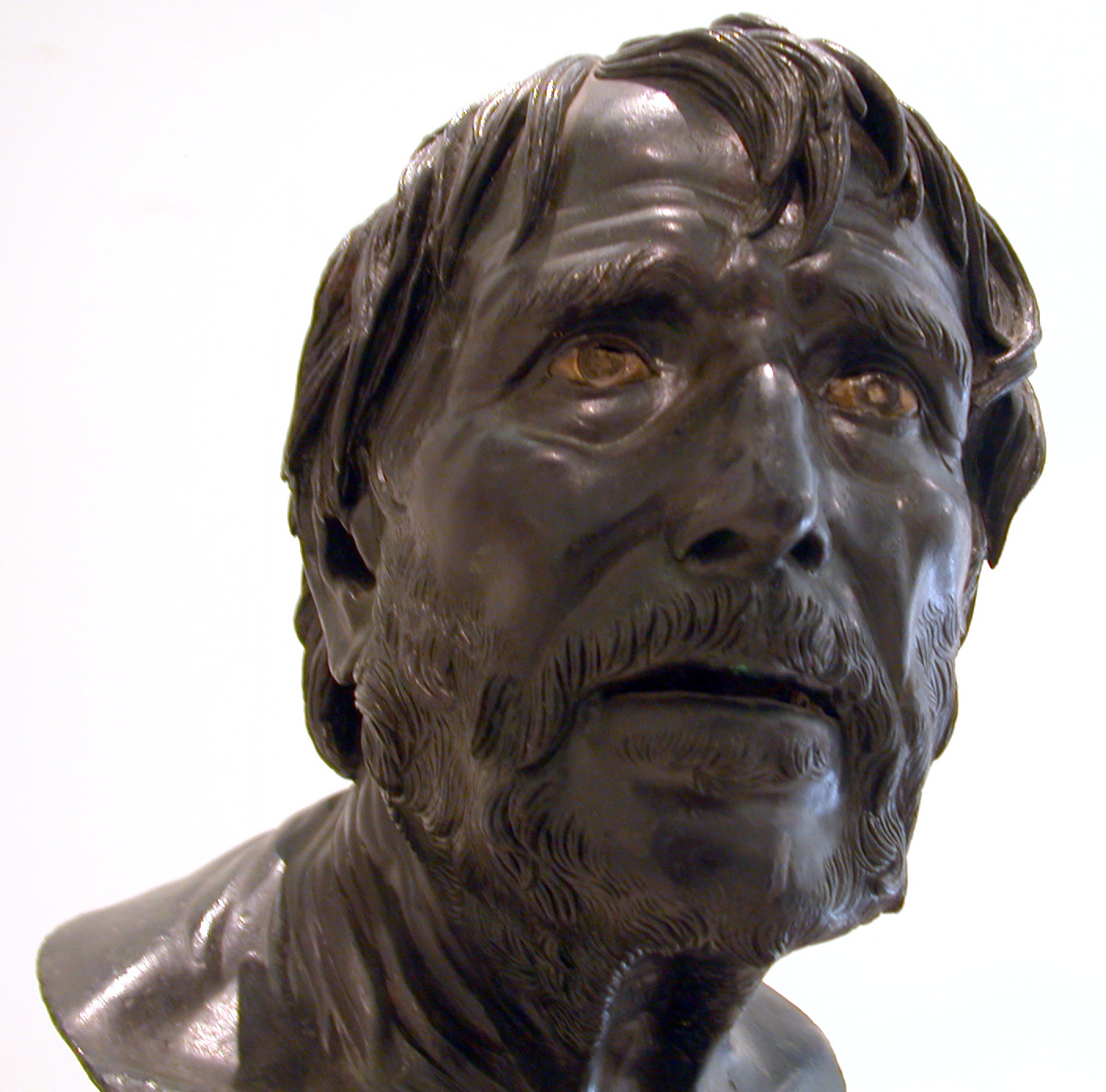
Antieke bronzen buste, de zogenaamde Pseudo-Seneca, waarvan gedacht wordt dat het eigenlijk een afbeelding is van Hesiodos

### Pseudo-Seneca
De Pseudo-Seneca is een buste gevonden bij Herculaneum, waarvan oorspronkelijk werd gedacht dat hij Seneca de Jongere afbeeldde, maar die door Gisela Richter is geïdentificeerd als een afbeelding van Hesiodos.

## Nederlandse vertalingen

### Theogonie
- De geboorte van de goden – Werken en dagen – De wedstrijd tussen Homeros en Hesiodos, vertaald uit het Grieks en toegelicht door Wolther Kassies, 2002. ISBN 9789025320423
- Alle goden!: Theogonie, vertaald uit het Grieks door Ronald Blankenborg. (2018)

### Werken & Dagen
- De werken en dagen van Hesiodus, naar het Grieksch in Nederduitsche verzen gevolgd door D.J. van Lennep. Amsterdam, P. den Hengst en zoon, 1823

## Voetnoten
1. ↑  Irene Vallejo, Papyrus. Een geschiedenis van de wereld in boeken, 2021, p. 142-143
2. ↑  Hesiodos, Werken en Dagen, 640
3. 1 2  Hesiodos, Theogonie, 24-34
4. ↑  Hugh G. Evelyn-White, Hesiod, The Homeric Hymns and Homerica, Harvard University Press (1964), p. xiv
5. ↑  Jasper Griffin, "Greek Myth and Hesiod", J.Boardman, J.Griffin and O. Murray (eds.), The Oxford History of the Classical World, Oxford University Press (1986), p. 102.
6. ↑  Hesiodos, Theogonie, 129-134
7. 1 2  Gisela Richter, The Portraits of the Greeks. London: Phaidon (1965), I, p. 58

- Bibsys: 90066766
- Biblioteca Nacional de Chile: 000161546
- Biblioteca Nacional de España: XX1719548
- Bibliothèque nationale de France: cb119074448 (data)
- Catàleg d'autoritats de noms i títols de Catalunya: 981058512945606706
- CiNii: DA00344735
- Gemeinsame Normdatei: 118550292
- International Standard Name Identifier: 0000 0001 2079 3528
- Library of Congress Control Number: n50062731
- Nationale Bibliotheek van Letland: 000003041
- MusicBrainz: 1e02e05e-83d0-44d1-b400-93a4e6ada46f
- Bibliotheek van het Japanse parlement: 00443197
- Nationale Bibliotheek van Tsjechië: jn19990210278
- Nationale bibliotheek van Australië: 36533598
- Nationale Bibliotheek van Israël: 987007262779205171
- Nationale Bibliotheek van Polen: a0000001183997
- Nationale en Universitaire bibliotheek Zagreb: 000048439
- Nederlandse Thesaurus van Auteursnamen: 069436703
- Réseau des bibliothèques de Suisse occidentale: 02-A000080123
- Istituto Centrale per il Catalogo Unico: CFIV035630
- LIBRIS: 190641
- SNAC: w6003469
- Système universitaire de documentation: 026921286
- Semantic Scholar: 94717524
- Trove: 1277193
- Virtual International Authority File: 122220717
- WorldCat: E39PCjMGYCFf7pDryh7YDvXHkC